# Gluma

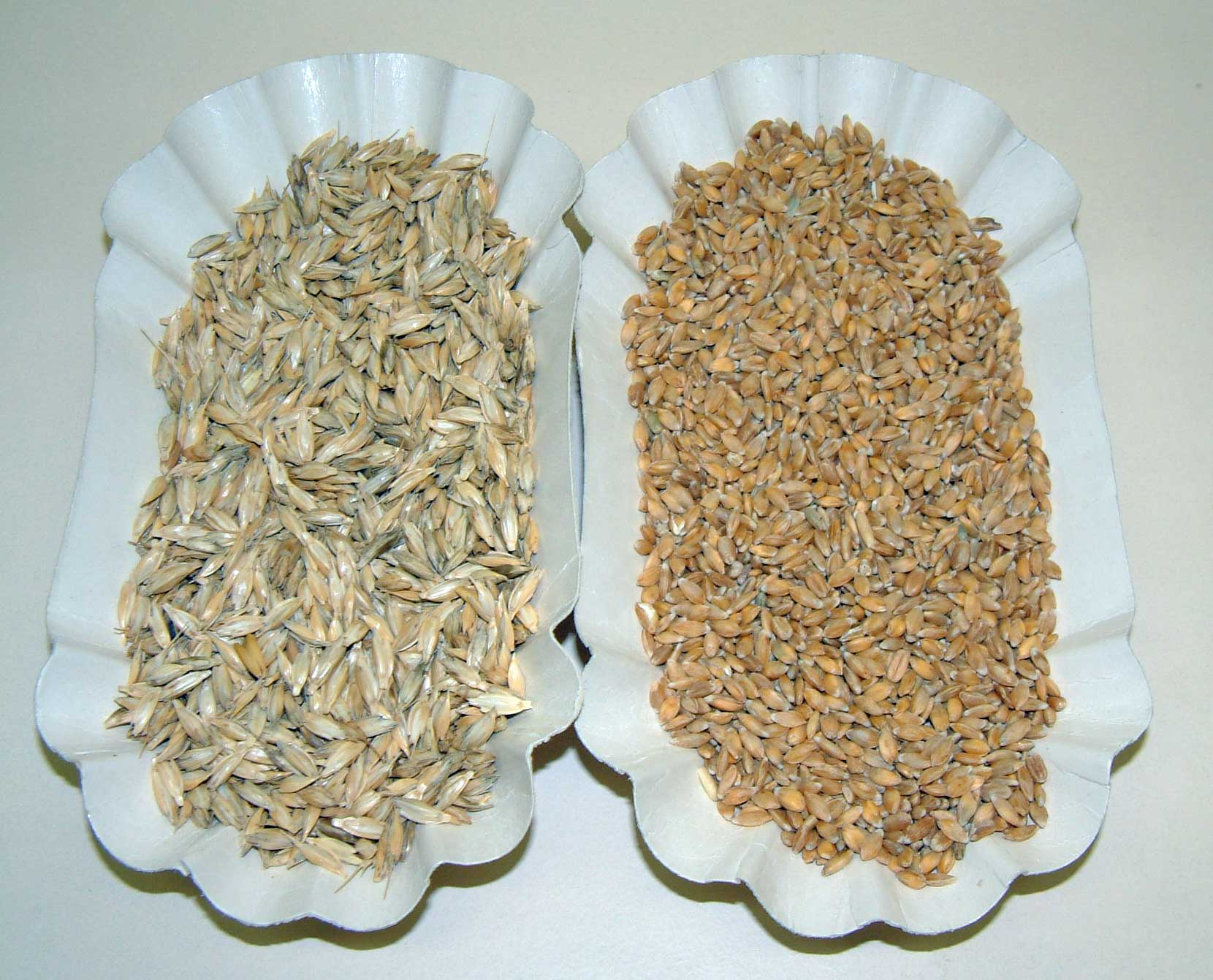
Triticum monococcum con (izq) y sin (dcha) glumas.

En botánica, la gluma es una vaina estéril, externa, basal y membranosa presente en plantas gramíneas o poáceas y ciperáceas. La gluma es cada una de las dos hojitas escariosas (hipsofilos estériles) que a modo de brácteas rodean las espiguillas de las gramíneas; suelen hallarse enfrentadas en la base de las espículas.
- Datos: Q1421859
- Multimedia: Chaff (agriculture) / Q1421859